# Charles Scott (zawodnik lacrosse)
Charles Hubert Charles (ur. 27 października 1883 w Dedham, zm. 7 listopada 1954 w Bowdon) – brytyjski zawodnik lacrosse.
Grał na pozycji bramkarza. Na igrzyskach olimpijskich w 1908 w Londynie wraz z kolegami zdobył srebrny medal.
Grał w klubach West London Lacrosse Club i Stockport Lacrosse Club. Z zawodu był handlowcem produktami naftowymi.